# Габлиц (коммуна)
Габлиц (нем. Gablitz) — торговая община в Австрии, в федеральной земле Нижняя Австрия. Входит в состав округа Санкт-Пёльтен (до 2017 года относилась к ныне упразднённому округу Вин-Умгебунг). Население составляет 5025 человек (на 1 января 2020 года). 

## География
Коммуна расположена в нескольких километрах к западу от границы Вены, в Венском Лесу. Площадь составляет 18,17 км², из которых около 72 % покрыто лесом. Высшей точкой является гора Тропберг (Troppberg, 542 м) в юго-западной части, недалеко от границы с Тульнербахом. Самые низменные районы — около 260 м — находятся у перехода реки Габлиц на территорию Пуркерсдорфа.

## Достопримечательности
- Католическая приходская церковь Габлица[нем.]
- Статуя Яна Непомуцкого 1726 года
- Памятник Яну Непомуцкому 1750-х годов
- Древнеримский надгробный камень или плита (примерно 180 год н. э.); ныне стоит у стены дома недалеко от центра города

## Персоналии
- Эбнер, Фердинанд (1882—1931) — австрийский философ.